# Tsugaru-jamisen

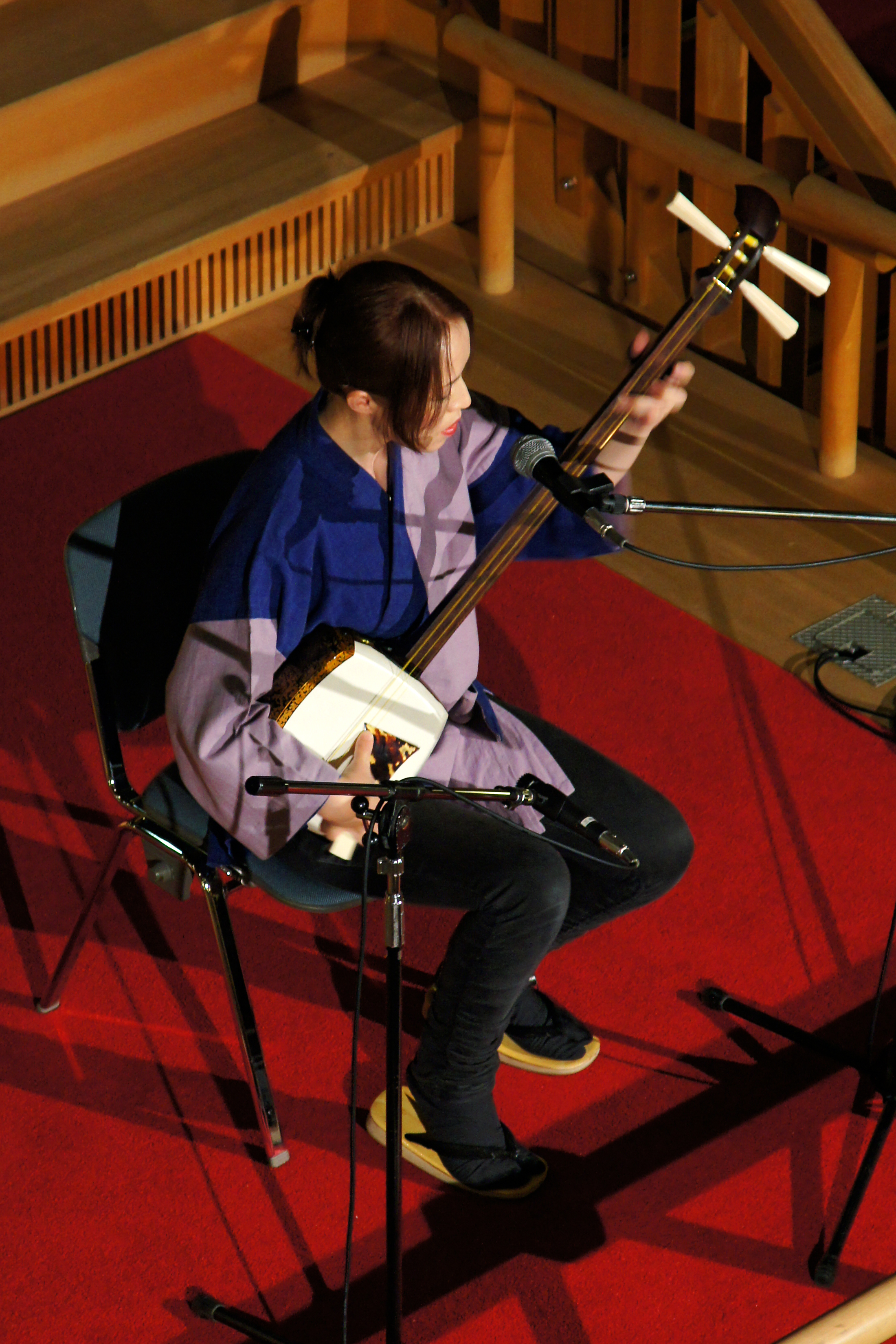
Uma pessoa tocando um tsugaru-jamisen

Tsugaru-jamisen (kanji: 津軽三味線, hiragana: つがるじゃみせん) ou Tsugaru-shamisen (hiragana: つがるしゃみせん) se refere tanto ao gênero musical de shamisen originado da península de Tsugaru na atual prefeitura de Aomori quanto ao instrumento com o qual é executado.

## História
Apesar de ser fato conhecido que o shamisen se originou da China através de Okinawa no século 16 d.C., os desenvolvedores do tsugaru-jamisen, especificamente, não são conhecidos com certeza, em grande parte porque registros escritos de  seu desenvolvimento não foram mantidos nem foram formalmente reconhecidos pelo governo japonês. O que se sabe é que o tsugaru-jamisen originou-se de uma pequena península a oeste da atual prefeitura de Aomori chamada Tsugaru. Além disso, alguns pesquisadores conjeturaram sobre as origens do estilo com base nas evidências disponíveis. Há algum consenso de que o estilo foi desenvolvido por moradores de rua e cegos chamados de bosama.
Um acadêmico, Daijō Kazuo, propôs que o gênero se originou de um bosama chamado Nitabō, com base em entrevistas com músicos e suas famílias. Segundo sua pesquisa, Nitabō adquiriu e modificou um shamisen em 1877, para o qual adotou um método de tocar diferente. Nitabō arredondou a palheta do instrumento, deixando-o com o formato de uma pá de arroz. Além disso, ele adotou um estilo de tocar com o shamisen mantido em pé, incluiu a área ao redor da ponte como área de toque e incorporou tocar nas cordas com os dedos, em contraste com o uso exclusivo da palheta. No entanto, outros acadêmicos, como Gerald Groemer, argumentam que, devido à falta de documentação, o relato apresentado por Kazuo pode não ser totalmente preciso.
Nitabō teve vários alunos cegos, como Kinobo e Chōsakubo, que contribuíram para o desenvolvimento do estilo. O último aluno de Nitabō, Shirakawa Gunpachirō, se apresentou fora da região de Tsugaru como parte de um grupo de apresentações folclóricas. Gunpachirō também se apresentou em ambientes profissionais, como em salas de concerto em Tóquio. Como resultado de seus sucessos, tsugaru-jamisen se tornou popular na década de 1920, mas sua popularidade diminuiu com o início da Segunda Guerra Sino-Japonesa no final da década.
Entre 1955 e 1965, muitos artistas do gênero se mudaram para centros urbanos no Japão, como Tóquio. Essa migração fez parte de um movimento maior devido ao boom das artes tradicionais no Japão. Tsugaru-jamisen desfrutou de outro boom de popularidade quando Gunpachirō se apresentou com a estrela do enka Michiya Mihashi no Nihon Theatre em Tóquio em 1959. Como resultado dessa exposição em massa ao gênero, praticantes mais jovens do gênero começaram a surgir. O bosama Takahashi Chikuzan também era um praticante altamente conhecido do gênero e começou a viajar pelo Japão em 1964.

## Composição

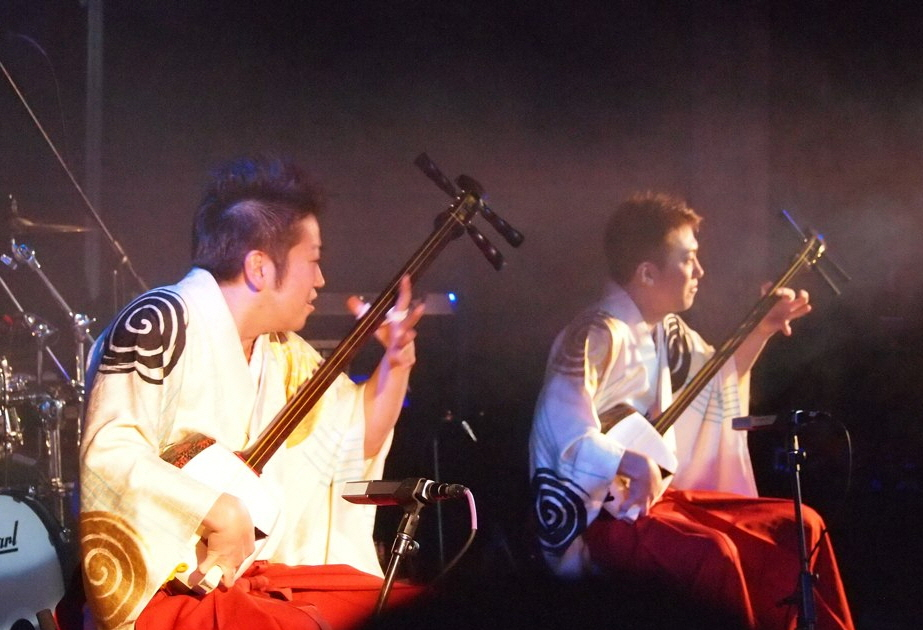
Os Yoshida Brothers tocando em um concerto no Webster Hall em novembro de 2012

Tsugaru-jamisen é tocado em um largo shamisen, chamado futozao (太棹), com um braço mais grosso e cordas mais grossas do que as usadas para a maioria dos outros estilos. Tsugaru-shamisen é fácil de reconhecer por sua qualidade percussiva (a palheta batendo no corpo do instrumento em cada batida) e a cadência dos ritmos executados. Ao contrário da maioria das outras músicas japonesas, algumas peças de tsugaru-shamisen estão no tempo triplo.